# Touil, Hodh Ech Chargui
Touil este o comună din departamentul Timbedra, Regiunea Hodh Ech Chargui, Mauritania, cu o populație de 10.193 locuitori.